# インターロイキン-21
インターロイキン-21（英: interleukin-21、略称: IL-21）は、ヒトではIL21遺伝子によってコードされるタンパク質である。
IL-21は、ウイルス感染細胞やがん細胞を破壊するNK細胞、細胞傷害性T細胞（CTL）など、免疫系の細胞に対する強力な調節効果を持つサイトカインであり、標的細胞の分裂と増殖を誘導する。

## 遺伝子
ヒトのIL21遺伝子の長さは約8.43 kbであり、4番染色体のIL2遺伝子から180 kb離れて位置する。mRNA産物の長さは616ヌクレオチドである。

## 組織と細胞分布
IL-21は活性化されたCD4+T細胞で発現するが、他の大部分の組織では発現しない。IL-21の発現は、ヘルパーT細胞のうちTh2細胞とTh17細胞、そして濾胞性ヘルパーT細胞でアップレギュレーションされている。実際に、IL-21は末梢濾胞性ヘルパーT細胞の同定に利用可能であることが示されている。さらに、IL-21はこれらの細胞の機能を調節するNKT細胞でも発現している。
IL-21はホジキンリンパ腫（HL）のがん細胞でも産生される。この観察結果は、培養中のHL細胞の周囲に他の免疫細胞が集合するという古典的なHLの挙動の多くの説明となる可能性がある。IL-21の標的化は、HLの治療法や検査法となる可能性がある。

## 受容体
IL-21受容体（IL-21R）は、T細胞、B細胞、NK細胞の表面に発現している。IL-21Rは、IL-2RやIL-15Rなど他のタイプIサイトカイン受容体と構造的に類似しており、IL-21と結合するためには共通γ鎖（γc）との二量体化が必要である。IL-21の結合時には、IL-21RはJak/STAT経路を介して作用し、JAK1、JAK3、STAT3ホモ二量体を利用して標的遺伝子を活性化する。

## 臨床的意義

### アレルギーにおける役割
IL-21Rのノックアウトマウスは、正常なマウスと比較して抗原曝露後のIgE値が高く、IgG1値が低いことが示されている。IgE値はIL-21の注入後に低下する。IgEはI型アレルギー反応に関与しているため、アレルギー反応の制御におけるIL-21の役割が示唆される。IL-21はアレルギー反応を緩和する治療法としての試みが行われている。鼻炎のマウスモデルでは、IgE値の低下に加えて、T細胞によって産生される炎症性サイトカインを減少させることに成功している。ピーナッツアレルギーを持つマウスを用いた研究では、IL-21の全身投与がアレルギー反応を緩和する効果的手段であることが示されている。このことは、局所的・全身的なアレルギーの制御のためのIL-21の薬理学的開発において大きな意味を有する。

### がん免疫療法における役割
IL-21はヒトのT細胞の分化プログラムを調節する役割が報告されており、IL-21はCD28+ CD127hi CD45RO+表現型かつIL-2産生能力を有する独特なセントラルメモリーT細胞を増加させることが示されている。IL-21の存在下でのプライミングによって生み出された腫瘍反応性の抗原特異的CTLは、安定な「ヘルパー非依存的」な表現型をもたらす。また、IL-21は持続的な腫瘍免疫を達成するため、CD8+細胞応答の継続的な増加を介して抗腫瘍効果を示すことが記載されている。
IL-21は転移性メラノーマ（MM）と腎細胞癌（RCC）の患者に対する第I相臨床試験が承認されている。投与の副作用としてインフルエンザ様症状がみられるが、安全であることが示されている。用量制限毒性としては、リンパ球、好中球、血小板数の低下や肝毒性がある。RECIST（Response Evaluation Criteria in Solid Tumors）の奏効尺度によると、MM患者47人中2人、RCC患者19人中4人が、それぞれ完全奏効、部分奏効を示した。加えて、末梢のNK細胞やCD8+T細胞では、パーフォリン、グランザイムB、IFN-γ、CXCR3のmRNAの増加が見られた。このことから、IL-21はCD8+エフェクター機能を増強し、抗腫瘍応答をもたらすことが示唆された。IL-21は第II相臨床試験に進み、単独またはソラフェニブやリツキシマブなどの薬剤との併用投与試験が行われている。

### ウイルス感染における役割
IL-21は、持続的なウイルス感染の制御に重要な役割を果たしている可能性がある。慢性リンパ球性脈絡髄膜炎ウイルス（LCMV）感染中のIL-21（またはIL-21R）ノックアウトマウスは、通常のマウスと比較して慢性感染を克服することができない。さらに、これらのIL-21シグナル伝達が機能しないマウスではLCMV特異的なCD8+T細胞の枯渇がより劇的となることから、CD4+T細胞によって産生されるIL-21がCD8+T細胞の持続的なエフェクター活性に必要であり、ウイルスの持続感染を克服するための免疫の維持に必要であることが示唆される。このように、IL-21は、CD4+ヘルパーT細胞がウイルス感染に対する免疫系の応答を組織化する機構に寄与していると考えられる。
HIV感染者では、IL-21はHIV特異的な細胞傷害性T細胞応答とNK細胞の機能を大きく改善することが報告されている。また、「HIVコントローラー」（無治療でもウイルスの複製を制御し、AIDSへの進行が起こらない稀な人）のHIV特異的CD4+T細胞は、AIDS進行者よりも有意に多くのIL-21を産生することが示されている。さらに、IL-21を産生するウイルス特異的CD8+T細胞もHIVコントローラーに選択的に見られた。こうしたデータや、in vitroではIL-21で刺激したCD8+細胞やNK細胞がHIVの複製を抑制できることは、このサイトカインが抗HIV治療薬として有用である可能性を示している。

## 薬剤開発
複数の炎症性疾患に対して抗IL-21抗体が開発されている（Clinicaltrials.gov entries）。

## 関連文献
- “Interleukin-21 is a T-helper cytokine that regulates humoral immunity and cell-mediated anti-tumour responses”. Immunology 112 (2):  177–82. (June 2004). doi:10.1111/j.1365-2567.2004.01886.x. PMC 1782493. PMID 15147560.
- “Interleukin-21: a modulator of lymphoid proliferation, apoptosis and differentiation”. Nature Reviews. Immunology 5 (9):  688–98. (September 2005). doi:10.1038/nri1688. PMID 16138102.
- “Interleukin-21: a new modulator of immunity, infection, and cancer”. Cytokine & Growth Factor Reviews 18 (3–4):  223–32. (2007). doi:10.1016/j.cytogfr.2007.04.003. PMID 17509926.
- “Phosphatidic acid generation through interleukin 2 (IL-2)-induced alpha-diacylglycerol kinase activation is an essential step in IL-2-mediated lymphocyte proliferation”. The Journal of Biological Chemistry 271 (17):  10334–40. (April 1996). doi:10.1074/jbc.271.17.10334. PMID 8626603.
- “Cytokines: IL-21 joins the gamma(c)-dependent network?”. Current Biology 11 (5):  R175-7. (March 2001). doi:10.1016/S0960-9822(01)00087-2. PMID 11267886.
- “Cutting edge: the common gamma-chain is an indispensable subunit of the IL-21 receptor complex”. Journal of Immunology 167 (1):  1–5. (July 2001). doi:10.4049/jimmunol.167.1.1. PMID 11418623.
- “IL-21 up-regulates the expression of genes associated with innate immunity and Th1 response”. Journal of Immunology 169 (7):  3600–5. (October 2002). doi:10.4049/jimmunol.169.7.3600. PMID 12244150.
- “Human IL-21 and IL-4 bind to partially overlapping epitopes of common gamma-chain”. Biochemical and Biophysical Research Communications 300 (2):  291–6. (January 2003). doi:10.1016/S0006-291X(02)02836-X. PMID 12504082.
- “IL-21 in synergy with IL-15 or IL-18 enhances IFN-gamma production in human NK and T cells”. Journal of Immunology 170 (11):  5464–9. (June 2003). doi:10.4049/jimmunol.170.11.5464. PMID 12759422.
- “Interleukin-21 inhibits dendritic cell activation and maturation”. Blood 102 (12):  4090–8. (December 2003). doi:10.1182/blood-2003-03-0669. PMID 12893770.
- “IL-21 induces both rapid maturation of human CD34+ cell precursors towards NK cells and acquisition of surface killer Ig-like receptors”. European Journal of Immunology 33 (12):  3439–47. (December 2003). doi:10.1002/eji.200324533. PMID 14635054.
- “Cutting edge: IL-21 is a switch factor for the production of IgG1 and IgG3 by human B cells”. Journal of Immunology 172 (9):  5154–7. (May 2004). doi:10.4049/jimmunol.172.9.5154. PMID 15100251.
- “IFN-alpha regulates IL-21 and IL-21R expression in human NK and T cells”. Journal of Leukocyte Biology 76 (2):  416–22. (August 2004). doi:10.1189/jlb.1003488. PMID 15178704.
- “[Cloning and expression of human interleukin-21 cDNA in E.coli]”. Xi Bao Yu Fen Zi Mian Yi Xue Za Zhi = Chinese Journal of Cellular and Molecular Immunology 20 (4):  406–9. (July 2004). PMID 15207081.
- “Regulation of B cell differentiation and plasma cell generation by IL-21, a novel inducer of Blimp-1 and Bcl-6”. Journal of Immunology 173 (9):  5361–71. (November 2004). doi:10.4049/jimmunol.173.9.5361. PMID 15494482.
- “NFATc2 and T-bet contribute to T-helper-cell-subset-specific regulation of IL-21 expression”. Proceedings of the National Academy of Sciences of the United States of America 102 (6):  2016–21. (February 2005). Bibcode: 2005PNAS..102.2016M. doi:10.1073/pnas.0409512102. PMC 548571. PMID 15684054.